# Timur
Timur ili Timur Lenk, u zapadnoj literaturi poznatiji kao Tamerlan (1336. – 1405.) je mongolski vladar poznat kao osnivač Timuridskog Carstva.

## Životopis
Njegov otac Teragai, vođa plemena Barlasa, bio je jedan od prvih mongolskih vođa koji je prešao na islam. Godine 1370. se, koristeći navodno podrijetlo od Džingis-kana, proglasio vladarom carstva s prijestolnicom u Samarkandu. Dao je podignuti velike građevine i koristio se obrtnicima koje je zarobio tijekom svojih osvajanja. Posebno se ističe Registan, glavni trg Samarkanda. 
Nakon toga je vodio niz pohoda protiv Zlatne Horde, Indije i iranskih dinastija da bi se na kraju okrenuo prema Siriji, Mezopotamiji i Anatoliji koju je pokorio 1402. godine nakon bitke kod Angore. Umro je pripremajući se na pohod protiv Kine.
Iako je poticao umjetnost, bio je poznat i po okrutnosti prema poraženom neprijatelju, što je posebno došlo do izražaja nakon osvajanja Bagdada i Isfahana. Krajem 14. stoljeća spustio se sa sjevera i smrvio delhijski sultanat. Bio je samo nekoliko mjeseci u Indiji, tj. došao do Delhija i vratio se. Duž cijeloga svog puta ostavljao je pustoš urešenu piramidama lubanja onih koje je pobio; sam Delhi postao je mrtav grad. Srećom on nije bio daleko zašao i samo neki dijelovi Pendžaba i Delhi pretrpjeli su ovaj strašan napad.
Tamerlanovu grobnicu je 1941. godine pronašla sovjetska ekspedicija na čelu s Mihailom Mihailovičem Gerasimovim. Uz taj događaj se vezuje legenda o prokletstvu koje čeka onoga tko otvori grob. Tri dana nakon otvaranja grobnice nacistička Njemačka je napala SSSR.

## Poveznice
- Timuridsko Carstvo